# Aptiv
A APTIV (anteriormente Dephi Automotiv) é uma empresa de autopeças norte-americana e uma das maiores do setor no mundo, contando com cerca de 169.500 empregados. Foi criada pela General Motors, tendo incorporado também outros segmentos industriais tal como a Delco Electronics, originalmente controlada pela Hughes Defense.

## História
- 1994: Criação pela General Motors como Automotive Components Group.
- 1995: ACG renomeada para Delphi Automotive Systems.
- 1997: GM e a Hughes Electronics Corporation divisão da empresa Hughes Defense criam um acordo transferindo a Delco Electronics da Hughes para Delphi.
- 1999: Delphi Automotive Systems torna-se completamente independente da GM.
- 2001: 11,500 empregos cortados em todo o mundo.
- 2002: Delphi Automotive Systems é renomeada Delphi Corporation refletindo sua diversificação nos negócios.
- 2004: Delphi é acusada pela comissão de comércio dos Estado Unidos Securities & Exchange Commission (SEC) em Julho por praticas financeiras irregulares.
- 2005: Delphi divulga ter cometido irregularidades financeiras. Vários executivos, incluindo CFO Alan Dawes, saem da empresa. O Presidente da empresa J.T. Battenberg III se aposenta. Delphi pede concordata para se proteger dos credores e reorganizar a empresa.
- 2005: 24 fabricas fechadas nos Estados Unidos.
- 2006: Delphi anuncia que vai vender ou fechar 21 de 29 fábricas nos Estados Unidos. As 8 fabricadas que são mantidas estão localizadas em Brookhaven, Mississippi; Clinton, Mississippi; Grand Rapids, Michigan; Kokomo, Indiana; Lockport, New York; Rochester, New York; Warren, Ohio; and Vandalia, Ohio. Delphi propõe que essa fabricas operem com grande redução de trabalhadores e salário.

## Portugal
Em Portugal existiram várias unidades fabris da General Motors, que até 1996 funcionavam neste país com o nome de Cablesa, depois disso passaram a usar o nome da empresa principal, Delphi e desde 2017 Aptiv. A empresa teve várias fábricas um pouco por todo o país tendo encerrado as unidades do Linhó (Sintra)  em 2005, de Ponte de Sôr em 2009 e da Guarda em 2010.
Encontram-se ainda em funcionamento as fábricas de Braga, Castelo Branco e do Seixal.

## Concordata
No dia 8 de outubro de 2005 a empresa entrou em processo de concordata perante a United States Bankruptcy Court for the Southern District of New York , a fim de re-estruturar suas operações.